# Walckenaeria atrotibialis
Walckenaeria atrotibialis este o specie de păianjeni din genul Walckenaeria, familia Linyphiidae. A fost descrisă pentru prima dată de O. P.-cambridge, 1878. Conform Catalogue of Life specia Walckenaeria atrotibialis nu are subspecii cunoscute.